# Ectinogramma isosceloides
Ectinogramma isosceloides là một loài bọ cánh cứng trong họ Cerambycidae.